# Max Guazzini
Max Guazzini (Roquebrune-Cap-Martin, 1947) è un imprenditore e dirigente sportivo francese di origini italiane.
Dopo essersi laureato in legge provò la carriera di cantante, con il nome di Manuel Guazzi e la produzione del disco affidata al fratello di Dalida. Il successo però non arrise al giovane Guazzini, che abbandonò la scena diventando addetto stampa per la stessa Dalida.

## L'avventura nella radio
Nei primi anni '80, presta consulenza legale per Bertrand Delanoë che, attraverso la conoscenza con Jean-Paul Baudecroux, gli apre le porte della radio. La carriera all'interno della radio privata NRJ è fulminea e già nel 1984 assume le cariche di Direttore, Amministratore delegato e vicepresidente.
L'8 dicembre 1984 organizza una manifestazione in difesa delle radio libere in Francia in seguito al sequestro di sei stazioni compresa la NRJ. Il successo della manifestazione fu notevole, riuscendo a riunire circa 300.000 giovani ed in breve le stazioni furono dissequestrate e la pubblicità sulle stazioni radio legalizzata. Guazzini porterà la NRJ ad essere la prima radio di Francia fino al giorno, nel 2004, in cui decise di rassegnare le dimissioni, pur mantenendo una quota azionaria del gruppo, per dedicarsi totalmente allo Stade français, squadra di Rugby parigina di cui era nel frattempo diventato presidente.

## L'avventura nel Rugby
Grande appassionato di Rugby, Guazzini,  nel 1992 rilevò lo Stade français, dalle serie minori dove era ormai finito pur vantando un passato glorioso con titoli conquistati a cavallo di due secoli, con otto campionati vinti fra il 1893 ed il 1908.
Di questa esperienza in seguito dirà: Voglio creare un club di Parigi, per il popolo, di cui possano essere orgogliosi.
Il periodo storico è quello del passaggio al professionismo della palla ovale e Guazzini, meglio di altri, riesce ad interpretare la trasformazione in atto. Nel 1995 fonde il suo team con un altro sodalizio parigino, sportivamente più solido ma economicamente in cattive acque: l'Atletico Comitie St Germain (CASG) di cui adotta lo stadio "Jean Bouin". La fusione permette alla nuova squadra di iscriversi in Seconda divisione come Stade français-CASG, mentre la federazione francese avrebbe preferito la dicitura CASG-Stade français.
Alla guida della Squadra chiamò Bernard Laporte (che in seguito diventerà il commissario tecnico della nazionale francese) e nel volgere di pochi anni riportò lo Stade ai vertici del Rugby francese conquistando prima la promozione in Prima divisione (Top 14) e poi il titolo nel 1998.
Negli anni Il club, che fu rinominato Stade français Paris, conquistò altri campionati (diventando l'unico club ad aver vinto in tre secoli diversi) adottando, come nel caso di Laporte, la filosofia di far crescere giocatori dal grande potenziale senza spese folli per grandi campioni già affermatisi.
Filosofia che porterà lo Stade ad annoverare nelle sue file campioni del calibro di Diego Domínguez, Christophe Juillet, Christophe Dominici, Marc Lièvremont, Olivier Roumat, Sylvain Marconnet, David Skrela, Juan Martín Hernández o come gli italiani Sergio Parisse ed i fratelli Mauro e Mirco Bergamasco.

### L'innovazione nel mondo del Rugby
Era il 2000 quando Guazzini pubblica il calendario sexy con i rugbisti nudi, o quasi, degli Dieux du Stade; è un terremoto per il mondo del rugby. Oggi il calendario senza veli è ormai diventato un appuntamento annuale arrivando a tirature di oltre 200 000 copie con importanti ricavi per la società, devoluti in parte in beneficenza.

Ma le rivoluzioni sono finite, negli anni sono state lanciate anche le aderentissime magliette rosa (2005), quelle, sempre aderentissime, con stampe di gigli (anche questi rosa) o con delle fantasie ispirate all'opera di Andy Warhol, od ancora sono stati lanciati prodotti di bellezza maschile abbinandoli ai giocatori dello Stade, assoldate delle cheerleader, e chiamate Madonna o Naomi Campbell come madrine ufficiali del club.

Ma la vera innovazione di Guazzini è soprattutto la formula della partita, trasformate, sul modello del Super Bowl americano, in un vero evento: spettacoli, musica, colori con in mezzo ottanta minuti di rugby.

Le partite dello Stade sono quelle in cui il pallone di gara arriva portato da un paracadutista o, il giorno in cui il tempo non lo permette, da una ballerina del Moulin Rouge.

Quando, nel 2005, per una partita di cartello contro lo Stade Toulousain, si vede rifiutare l'uso del Parco dei Principi (40 000 posti) dal PSG, lui affitta lo Stade de France (80.000) e lo riempie con 79.502 (record di presenze in gare di campionato di tutti gli sport di squadra francesi ripetutamente battuto ogni anno) con metà dei biglietti in vendita a 5 e 10 euro.

Ora le partite dello Stade si giocano sia al Parco dei Principi che allo Stade de France, oltre che naturalmente allo Stade Jean-Bouin, riempiendo sempre le gradinate ma quando era in seconda divisione per riempire lo stadio e creare “movimento” attorno alla sua creatura apriva le porte per i match meno attrattivi od offriva gratuitamente l'ingresso alle donne.

Le rivoluzioni di Guazzini sono arrivate al momento giusto, quando il rugby francese si convertiva al professionismo, e lui prima di altri ha avuto il coraggio di rompere vecchi schemi e tradizioni aprendo al grande pubblico francese (anche quello meno appassionato) lo spettacolo del rugby riempiendo gli stadi ed attirando le folle.